# Storebergsäpple
Storebergsäpple är en äppelsort av svenskt ursprung. Äpplet är relativt stort och dess skal är av en röd och gulaktig färg. Köttet är löst, aningen saftigt, och syrligt. Storebergsäpple mognar omkring september-december och passar bra i köket. I Sverige odlas sorten gynnsammast i zon I.